# Стеклов Василь Купріянович

Могила Василя Стеклова

Василь Купріянович Стеклов (2 травня 1937 — 23 травня 2005) — український науковець у галузі інформаційних технологій, професор, доктор технічних наук (1975). Заслужений діяч науки і техніки України, заслужений зв'язківець України, лауреат Державної премії України в галузі науки і техніки. Академік Академії зв'язку України та Міжнародної академії інформатизації, керівник Київського філіалу Одеського електротехнічного інституту зв'язку ім. О. С. Попова (пізніше — ректор Київського інституту зв'язку) (з 1988 року).

## Життєпис
Народився 2 травня 1937 року на Житомирщині в родині священника.
З 1973 по 2005 роки — завідувач кафедри інформаційних технологій Київського філіалу Одеського електротехнічного інституту зв'язку ім. О. С. Попова. У 1975 році здобув науковий ступінь доктора технічних наук, захистивши дисертацію на тему «Анализ и синтез линейных и нелинейных следящих систем с комбинированным управлением и дифференциальными связями».
З 1988 року — керівник Київського філіалу, з 1996 року — ректор новоствореного Київського інституту зв'язку (пізніше — Державний університет інформаційно-комунікаційних технологій).
Автор понад 500 наукових робіт, зокрема близько 60 авторських свідоцтв на винаходи. Науковий керівник та консультант понад 30 докторів та кандидатів наук.
Помер на 69-му році життя 23 травня 2005 року. Похований разом з дружиною на Байковому кладовищі (ділянка № 49б, 50°25′2.60″ пн. ш. 30°30′4.70″ сх. д. / 50.4173889° пн. ш. 30.5013056° сх. д.).

## Праці
Співавтор монографій та підручників:
- «Транспортні мережі та системи електрозв'язку. Системи мультиплексування»;
- «Ітераційні системи фазового автопідстроювання»;
- «Системи фазового автопідстроювання з диференціальними зв'язками» та інших.